# Château de Calonges
Le château de Calonges est un château, situé à Calonges, dans le département de Lot-et-Garonne, en Nouvelle-Aquitaine.

## Histoire
Sur l'emplacement du château actuel a existé un château plus ancien. Il est possible que les Romains aient élevé à cet emplacement un poste romain surveillant la route passant au Mas-d'Agenais, à l'époque Pompejacum avant de prendre le nom de Mansio Agennensis au Moyen Âge.
L'acte le plus ancien concernant Calonges remonte au XIIe siècle : Forton de Cantiran, prieur de Calonges, participe à une transaction sur la moitié de la dîme de l'église de Corbian. La terre de Calonges appartenait à la famille de Cantiran dès cette époque.
Un castrum est mentionné en 1271 à Calonges. Bernard de Cantiron, damoiseau, et Amanieu de Birac, de Calonges, damoiseau, rendent hommage au sénéchal de Carcassonne et de Béziers pour le roi de France. En 1279, après le traité d'Amiens, l'Agenais appartient au roi d'Angleterre. Dès le XIIIe siècle, un château important doit se trouver à Calonges possédé par plusieurs seigneurs.
En 1279, après le traité d'Amiens, Édouard Ier possède l'Agenais. Il nomme par ordonnance royale datée du 12 novembre 1286 à Monflanquin trois commissaires pour recevoir les hommages des seigneurs de l'Agenais. Le 17 novembre 1286, Bernard de Lart jeune, fils de Guy de Lart, reconnaît au nom de son père tenir du dit roi d'Angleterre, comte d'Agenais, le fief de Calonges, et devoir fournir avec son partitionnaire un chevalier pour l'armée conformément aux coutumes de l'Agenais. Mancipius de Calonges est le partitionnaire pour le chevalier. Alardis de Calonges possède le huitième du château. Les frères Bérot, Arnaud gardie et Vital de Laur possèdent en indivis le sixième du château. Amanieu de Cantiran et Jean de Cantiran, avec ses neveux possèdent le quart du château.
En 1473, lors de la prestation de serment d'Alain d'Albret, est présent Peyroton de Grignols, écuyer, seigneur de Calonges. Il apparaît encore dans un acte de 1477. Jacques de Chaussade s'est marié avec Jeanne de Grignols. Il a échangé avec son beau-père la seigneurie de Calonges contre celles de Cocumont et de La Mothe-Saint-Sauboutour. Jeanne fait son testament en 1493. Il épousa en secondes noces Lucrèce de Foix, fille de Gaston de Foix, comte de Candale. Il est en procès avec Alain d'Albret sur les délimitations des seigneuries du Mas-d'Agenais et de Calonges, puis sur les dîmes du Mas. Jacques de Chaussade était procureur au parlement de Bordeaux entre 1483 et 1489, puis conseiller à la même Cour. Depuis 1489, jusque vers 1510, Jacques Ier de Chaussade s'intitule conseiller au parlement de Bordeaux, seigneur de Calonges en Condomois et de Roquefère en Agenais.
Son fils Jacques II de Chaussade est procureur du roi Henri Ier de Navarre. Il a épousé en premières noces Anne de Pompadour, puis en secondes noces Quitterie de Castelnau. Il fait son testament en 1543.
Jean de Chaussade est son fils né du second mariage. Il est baron de Calonges, Lanau, Roquefère, et autres places, marié à Françoise de Lanne. Il a embrassé la Réforme assez tôt et devint un des chefs du parti. Il est condamné à mort le 17 janvier 1570 par arrêt du parlement de Bordeaux, avec son frère, Gaston de Chaussade, dit capitaine de Castetja, seigneur de Ruats. En 1573, il a ouvert son château à Langoiran, chef de l'armée protestante en Guyenne. Il a dû mourir en 1584. Son autre frère Bernard de Chaussade est dit aussi seigneur de Calonges. Il meurt sans postérité avant 1594. Il s'est ensuivi de nombreux procès.
Jacques III de Chaussade, baron de Calonges, avait assuré la défense de Montpellier dont il était gouverneur sous Henri de Rohan, en 1622. Les biens de Chaussade ont été saisis par le roi en 1622 et donnés au cardinal de La Valette qui a restitué le château au seigneur de Calonges, Jacques Chaussade qui était retourné dans son château pour régler ses affaires et accroître sa fortune. Louis XIV lui avait octroyé les lettres-patents pour ériger en marquisat la baronnie. Il s'était marié en 1614 avec Marguerite de Viçose.
Le château actuel a été construit par Jacques III de Chaussade, probablement après 1622. Mais pour Jean-Pierre Babelon (voir bibliographie), la parenté avec le château de Lasserre, reconstruit à partir de 1593, devrait plutôt placer le début de la construction dans les années 1590. Il y avait construit un temple, près de la poterne, dans le prolongement des communs. Il a servi comme maître de camp d'un régiment d'infanterie du roi en Hollande, en 1635. Il est mort probablement vers 1649.
Jacques III de Chaussade a eu deux filles, Marie et Judith-Suzanne, demoiselle de Calonges. Marie s'est mariée avec Jean Le Révérend de Bougy (famille de Normandie), au début de 1654. Jean de Bougy a combattu sous les ordres du comte d'Harcourt en Guyenne pendant la Fronde des Princes, jusqu'à la paix de 1653. Puis il est parti en Catalogne commander dans l'armée du prince de Conti. Tombé malade, il est mort en 1657. De son mariage est né en 1655 Jean-Jacques Le Révérend, futur marquis de Calonges. Marie de Chaussade a géré les biens de son fils unique pendant sa minorité et est morte en 1664. Ils sont restés protestants. Sa tante a d'abord abjuré en 1686, puis s'est rétractée. On la retrouve en Angleterre, en 1686, et aux Pays-Bas où elle meurt, en 1700. Jean-Jacques Le Révérend, créé marquis de Bougy (mais assis à Calonges) par LP de novembre 1667 (à 12 ans ?), est un officier qui a commandé la Cornette blanche. Resté lui aussi protestant, sa carrière militaire s'est arrêtée et il a essayé de passer en Hollande. Arrêté et jugé, pour éviter d'être condamné aux galères, il a abjuré, puis a fui aux Pays-Bas en 1693. Le roi fit saisir ses biens. Il est mort à Aix-la-Chapelle en 1744. Il avait épousé en 1674 Élisabeth de Bar de Camparnau et en eut trois enfants, un fils mort jeune et deux filles dont Judith-Élisabeth qui, par son mariage en 1714 avec Charles-Antoine-Armand-Odet d'Aydie, comte de Ribérac, a amené le château de Calonges à cette famille. Elle est séparée de son mari en 1723, mais elle est encore propriétaire du château de Calonges en 1755.
La marquise de Calonges a vendu la terre et le château le 19 août 1758 par la famille de Bougy à Antoine Paul Jacques de Quelen de Stuer (ou Stuart) de Caussade (1702-1776), comte de La Vauguyon, prince de Carency, marquis de Saint-Mégrin. Ses seigneuries de Calonges, Tonneins-Dessus et Tonneins-Dessous sont élevées en duché-pairie de La Vauguyon par lettres-patentes du 25 août 1758. Le duc de La Vauguyon était du parti du duc d'Aiguillon. Il est mort à Versailles le 4 février 1772.
Le château est revenu à son fils Paul-François de Quelen de Stuer de Caussade. Il a été ambassadeur de France à La Haye, entre 1776 et 1784, puis à Madrid en 1785. Rappelé au début de la Révolution car nommé ministre des Affaires étrangères, il a préféré rester à Madrid jusqu'en 1795 d'où il partit pour rejoindre Louis XVIII. Il ne revint en France qu'en 1805. Nommé pair de France à la Restauration, il a siégé à la Chambre des pairs au palais du Luxembourg jusqu'en 1822. Il est mort en 1828.
Le château, en bon état, est saisi comme bien d'émigré en 1792, vendu comme bien national à la Révolution le 27 octobre 1794 pour une mise en vente au prix de 100 000 francs. Il a finalement été acheté après plusieurs enchérissements au prix de 220 000 francs par M. Grenier aîné, de Clairac.
Le second étage du corps de logis du château a été partiellement démoli vers 1818 pour le transformer en séchoir à tabac.
Le château a été classé au titre des monuments historiques en 1959.

## Description
Le château comprend deux ailes en équerre. Il est probablement resté inachevé, l'aile de gauche n'a pas été construite.
Le château a été construit en brique avec des fenêtres à grandes croisées cernées de bossage de pierre taillés en pointe de diamant.